# Cerviniopsis curviseta
Cerviniopsis curviseta är en kräftdjursart som beskrevs av Brodskaya 1963. Cerviniopsis curviseta ingår i släktet Cerviniopsis och familjen Cerviniidae. Inga underarter finns listade i Catalogue of Life.